# Jean-Claude Pats
Jean-Claude Pats est un cadre dirigeant de la société Michelin et un dirigeant sportif. Il est directeur du personnel du groupe Michelin depuis 2019 puis président de l'ASM Clermont Auvergne depuis le 1er juin 2023.

## Biographie
Jean-Claude Pats est diplômé de Sciences Po en 1986.
Il effectue l'ensemble de sa carrière dans le groupe Michelin. Au sein du manufacturier clermontois, il débute en 1988 en tant que responsable technico-commercial puis responsable des ventes régional France. Il est ensuite directeur commercial du Portugal, puis de l'ensemble de la péninsule ibérique. Il est ensuite directeur commercial pour le marché Tourisme Remplacement japonais puis directeur général du Japon jusqu'en 2005. En 2005, il revient en Europe pour être le directeur commercial de la division Tourisme Camionnette puis il assure la fonction de directeur général de l'activité des pneus Poids Lourd en Europe jusqu'en 2011. En 2015, il prend la direction générale de l'activité Tourisme Camionnette Remplacement en Europe.
En 2018, il est nommé directeur du développement des personnes pour le Groupe au sein de la direction du personnel. En 2019, il devient directeur du personnel du groupe Michelin, succédant à ce poste à Jean-Michel Guillon, et intègre le comité exécutif du groupe autour du nouveau président Florent Menegaux.
À partir de 2007, il est abonné à l'ASM Clermont Auvergne et devient un fidèle de la tribune Phliponeau, réputée pour accueillir les Ultras du club,. En 2023, Michelin devient intégralement propriétaire de l'ASM et Jean-Claude Pats est nommé président du club par le conseil d'administration, succédant une nouvelle fois à Jean-Michel Guillon, qui ne sollicite pas un nouveau mandat. Il a quatre fils ayant joué dans les catégories jeunes de l'ASM, dont Maximilien, champion de France espoirs en 2010.

## Parcours chez Michelin
- Responsable technico-commercial (1988-1990)
- Responsable des ventes régional (1990-1992)
- Directeur commercial Portugal (1992-1994)
- Directeur commercial Espagne et Portugal (1994-1998)
- Directeur commercial Tourisme Remplacement Japon (1999-2001)
- Directeur général Michelin Japon (2001-2005)
- Directeur commercial Tourisme Camionnette Remplacement Europe (2005-2011)
- Directeur général Poids Lourds Europe (2011-2014)
- Directeur général Tourisme Camionnette Remplacement Europe (2014-2018)
- Directeur du développement des personnes (2018-2019)
- Directeur du personnel (2019-2024)